# عزرا س. دالبي
عزرا س. دالبي (بالإنجليزية: Ezra C. Dalby)‏ هو محامي أمريكي، ولد في 1869، وتوفي في 1934.